# 라이프해커

라이프해커(Lifehacker)는 2005년 1월 31일에 시작된 생활 해킹 및 소프트웨어에 관한 웹로그이다. 이 사이트는 원래 거커 미디어에서 시작되었으며 현재 지프 데이비스가 소유하고 있다. 블로그 게시물은 마이크로소프트 윈도우, 맥 (컴퓨터), 리눅스 프로그램, iOS 및 안드로이드 (운영체제)는 물론 일반적인 생활 팁과 요령을 포함한 광범위한 주제를 다루고 있다. 이 웹사이트는 처음부터 빠른 출시 일정으로 유명하며 하루 종일 30분마다 콘텐츠가 게시된다.
또한 라이프해커에는 라이프해커 오스트레일리아(Lifehacker Australia, 2022년 기준 Pedestrian 소유), 라이프해커 재팬(Lifehacker Japan) 및 라이프해커 UK(Lifehacker UK)와 같은 국제 버전이 있으며, 여기에는 미국 버전의 대부분의 게시물과 현지 독자를 위한 추가 콘텐츠가 포함되어 있다. 라이프해커 UK는 영국 출판사가 라이선스를 갱신하지 않기로 결정하면서 2020년 9월 9일에 중단되었다.